# Opel Eye
Az Opel Eye az Opel biztonsági rendszere. A General Motors és az Opel mérnökei, valamint a beszállítójuk a Hella munkatársai közösen fejlesztették ki Rüsselsheimben.
Automatikus jelzései segítik a balesetek elkerülését. Ha jelzés nélküli sávváltás állna fenn, az autó automatikus hang- és fényjelzésekkel hívja fel a figyelmet a helyzetre. Van egy táblafelismerő funkciója, amely nappal a 14 km/h és a 200 km/h közötti, éjszaka pedig a 60 km/h és a 150 km/h közötti tartományban működik.

## Működése
A belső tükör és a szélvédő közé egy nagylátószögű, nagy felbontóképességű digitális fényképezőgép van beépítve, mérete alig nagyobb mint egy mobiltelefoné, amely 30 képkocka/másodperc sebességgel fényképezi az utat és az út melletti sávot, „látja” a jelzőtáblákat, a forgalmi sáv felfestését, és elemzi a felvételeket.  Hangjelzéssel figyelmezteti a gépkocsivezetőt, ha 50 km/h sebesség felett a jármű a vezetőtől függetlenül változtat irányt. Sebességtúllépés esetén villogással figyelmezteti a gépkocsi vezetőjét, valamint követésitávolság-jelző funkcióval is rendelkezik.
A rendszer nem avatkozik be, csupán információt nyújt.

## Külső hivatkozások
- Opel Insignia - Eye camera – YouTube-videó